# Dariusz Szczubiał
Dariusz Szczubiał (ur. 5 września 1957 w Zabrzu) – polski koszykarz występujący na pozycji rozgrywającego, od zakończenia kariery zawodniczej trener koszykówki, mistrz i reprezentant Polski, trener reprezentacji Polski seniorów (2000-2003).

## Kariera sportowa

### Zawodnik

#### Kariera klubowa
Jest wychowankiem MKS Zabrze, w którego barwach występował w latach 1969–1975, w 1975 został zawodnikiem II-ligowego Baildonu Katowice. Z katowickim klubem wywalczył w 1977 awans do ekstraklasy, po sezonie 1977/1978, w którym jego drużyna spadła do II ligi, przeszedł do II-ligowego Zagłębia Sosnowiec. Z Zagłębiem wywalczył awans do ekstraklasy w 1979, w latach 1985 i 1986 wywalczył mistrzostwo Polski, w 1981 i 1984 brązowy medal mistrzostw Polski, w 1983 Puchar Ligi. W 1983 został przez pismo Sport wybrany najlepszym graczem ligi w sezonie 1982/1983. W sezonach 1984/1985 i 1985/1986 był wybierany przez Przegląd Sportowy do piątki najlepszych zawodników ligi.
W latach 1987–1990 występował w węgierskiej drużynie Oroszlányi Bányász, z którą zdobył brązowy medal mistrzostw Węgier w 1988 i wicemistrzostwo Węgier w 1989. Następnie powrócił do Polski, w sezonie 1990/1991 był graczem Victorii Sosnowiec, z którą zdobył brązowy medal mistrzostw Polski, w latach 1991–1993 występował w Stali Bobrek Bytom, z którą w 1992 zdobył brązowy medal mistrzostw Polski. W sezonie 1993/1994 reprezentował barwy II-ligowego Baildonu Katowice, w sezonie 1994/1995 był graczem Polonii Przemyśl i zdobył z nią wicemistrzostwo Polski. W 1995 został grającym trenerem występującej w III lidze drużyny Linodrutu Zabrze i w 1996 wywalczył z nią awans do II ligi. Karierę zawodniczą zakończył po sezonie 1996/1997.

#### Kariera reprezentacyjna
Z reprezentacją Polski juniorów zajął 6. miejsce na mistrzostwach Europy w 1976. Z reprezentacją Polski seniorów wystąpił na mistrzostwach Europy  w 1981 (7. miejsce), 1985 (11. miejsce), 1987 (7. miejsce), 1991 (7. miejsce) oraz nieudanym turnieju kwalifikacyjnym do Igrzysk Olimpijskich w Seulu (1988).

### Kariera trenerska
W latach 1995–1998 był trenerem Linodrutu Zabrze (do 1997 trenerem grającym), z którym w 1996 wywalczył awans do II ligi. W 1998 objął występującą w ekstraklasie drużynę Pogoni Ruda Śląska i prowadził ją do stycznia 2001, w sezonie 1998/1999 zajął 5. miejsce, w sezonie 1999/2000 - 5.  miejsce, w sezonie 2000/2001 6. miejsce w lidze. Równocześnie od maja 2000 był trenerem reprezentacji Polski seniorów, ale nie zdołał awansować do turnieju finałowego mistrzostw Europy w 2001 i 2003 i w styczniu 2003 zrezygnował ze swojej funkcji. W tym samym miesiącu został trenerem Polonii Warszawa i poprowadził ją do 4. miejsca w ekstraklasie w sezonie 2003/2004, ale został zwolniony już po dwóch kolejkach sezonu 2003/2004. W styczniu 2004 został trenerem I-ligowej Polpharmy Starogard Gdański i wywalczył z nią w 2004 awans do ekstraklasy, w sezonie 2004/2005 zajął w lidze - 7., a w sezonie 2005/2006 - 8. miejsce. W sezonie 2006/2007 był trenerem II-ligowego MKKS Rybnik, w sezonie 2007/2008 prowadził drużynę ekstraklasy AZS Koszalin i zajął z nią 7. miejsce w lidze. Z koszalińskiego klubu odszedł w listopadzie 2008, po słabym początku sezonu 2008/2008, ale jeszcze w tym samym miesiącu został trenerem Znicza Jarosław, z którym w sezonie 2008/2009 zajął 13., w sezonie 2009/2010 - 9. miejsce w ekstraklasie. W Plebiscycie Urzędu Miasta Jarosławia i Gazety Jarosławskiej został wybrany najlepszym trenerem Jarosławia w 2009. W sezonie 2010/2011 był trenerem innego klubu ekstraklasy Kotwicy Kołobrzeg i zajął z nim 11. miejsce w lidze. W sezonach 2011/2012 i 2012/2013 prowadził w ekstraklasie Siarkę (następnie pod nazwą Jezioro) Tarnobrzeg i zajął z nią odpowiednio 10 i 9. miejsce w lidze. W sezonie 2013/2014 powrócił do Kotwicy Kołobrzeg, ale już w listopadzie 2013 odszedł z klubu i w grudniu ponownie objął zespół Jeziora Tarnobrzeg, zajmując z nim 11. miejsce w lidze w sezonie 2013/2014. W sezonie 2014/2015 nie trenował żadnych drużyn, w sezonie 2015/2016 został trenerem Polpharmy Starogard Gdański, ale został zwolniony w grudniu 2015.
10 maja 2017 został trenerem AZS Koszalin. 14 listopada opuścił klub.

## Osiągnięcia

### Zawodnicze
Drużynowe
- 2-krotny mistrz Polski (1985, 1986)
- Wicemistrz:
  - Polski (1995)
  - Węgier (1989)
- Brązowy medalista mistrzostw:
  - Polski (1981, 1984, 1991, 1992)
  - Węgier (1988)
- Zdobywca pucharu Polski (1983)
- Finalista pucharu:
  - Polski (1984)
  - Węgier (1988, 1989)
- Awans do:
  - I ligi z Baildonem Katowice (1977), Zagłębiem Sosnowiec (1979)
  - II ligi z Linodrutem Zabrze (1996)

Indywidualne
- Zawodnik Roku polskiej ligi (1983)
- 2-krotnie zaliczany do I składu najlepszych zawodników polskiej ligi (1985, 1986)

Reprezentacja
- Uczestnik:
  - mistrzostw Europy:
    - 1981 – 7. miejsce, 1985 – 11. miejsce, 1987 – 7. miejsce, 1991 – 7. miejsce
    - U–18 (1976 – 6. miejsce)

  - kwalifikacji olimpijskich (1988)
  - trasy reprezentacji Polski po USA (9-20.11.1986)[20]

### Trenerskie
- Brązowy medalista mistrzostw Polski (2004 – prowadził drużynę tylko w dwóch pierwszych kolejkach sezonu zasadniczego)
- Finalista Pucharu Polski (2006)